# Gilgamesh
Gilgamesh (яп. ギルガメッシュ, Ґіругамессю) — манґа та аніме-серіал. Автор оригінального сюжету — Шьотаро Ішіноморі.

## Сюжет
Після терористичного акту, вчиненого особою на ім'я Енкіду, на науково-дослідницькому центрі «Twin X» небо над землею стало подібним дзеркалу, а електротехніка вийшла з ладу. Після цих подій почали народжуватися діти з надприродними здібностями. Аніме розповідає про долю підлітків, Тацую і Кійоко Мадока, — дітей вченого з «Twin X».
Тікаючи від бандитів, брат і сестра ховаються в будинку, де вони зустрічаються з чотирма незвичайними підлітками. Проте з'являються ще три молодики, з якими четверо незнайомців вступають в бій. Обидві сторони активно використовують надлюдські здібності. Після бою троє молодиків забирають із собою Тацую та Кійоко. Вони знайомлять брата і сестру з графинею Верденберг, яка розповідає, що насправді Мадока — діти Енкіду, який в свою чергу створив таємну організацію «Гільгамеш». Головна мета цієї організації — знищення людства. Графиня пропонує підліткам приєднатися до неї, щоб перешкодити планам Енкіду.

## Персонажі
Тацую Мадока (яп. 円竜也)
Сейю: Намікава Дайсуке
Головний герой, брат Кійоко. Оскільки в Тацую більше нікого не лишилось, він дуже прив'язаний до своєї сестри. Проте, на відміну від Кійоко, Тацую більше довіряє графині і приєднується до ORGA (організація, створена для боротьби з Енкіду). Пізніше стає зрозумілим, що Тацую насправді клон Терумічі Мадока.
Кійоко Мадока (яп. 円紀世子)
Сейю: Накамура Чіе
Головна героїня, донька Терумічі Мадока (Енкіду). 17-річна дівчина. Оскільки вона народилася після теракту на «Twin X», не має надздібностей (динамісу). Матір Кійоко після катастрофи збожеволіла, тому дівчині довелося самій виховувати Тацую. Відразу після знайомства з графинею між ними виникають конфлікти. Кійоко двічі намагається піти від графині. Вперше вона була спіймана і покарана перебуванням у підземній в'язниці готелю. Хіроко Каґеяма відпускає дівчину, коли та йде вдруге. Після цього Кійоко доводиться працювати, аби віддати свій борг графині.
Хіроко Каґеяма (яп. 伯爵夫人) / графиня Верденберг
Сейю: Сайґа Міцукі
Справжнє ім'я — Хіроко Каґеяма. Вона працювала вченим разом з Терумічі Мадока, батьком Кійоко, на «Twin X». Хіроко стала графинею, одружившись з багатим вченим і графом, з яким вона працювала, оскільки Терумічі, якого кохала, вже був одруженим і мав дочку. Коли граф помер, Каґеяма успадкувала його спадок. Після катастрофи на «Twin X» графиня взялася за пошуки дітей, які, згідно з чутками, володіли надлюдськими здібностями. Так вона знайшла перших трьох дітей (Ісаму, Фуко і Тору), врятувавши останніх з скрутних ситуацій. Саме графиня навчила їх використовувати свої здібності, динаміс. У Хіроко напружені стосунки з Кійоко, дочкою колись коханої для неї людини, і значно кращі відносини з Тацуя, який схожий на Терумічі.

## Манґа
Манґа Gilgamesh публікувалася в японському журналі «Weekly Shōnen King» з 1976 до 1978 року. Автор — Шьотаро Ішіноморі. Видавець — Shonen Gahosha. Всього було опубліковано 6 томів.

## Аніме
Аніме-серіал «Gilgamesh» став адаптацією манґи. Режисером виступив Мурата Масахіко. Аніме складається з 26-ох серій. Транслювалося з 2 жовтня 2003 до 18 березня 2004 року на Fuji TV.

### Музика
Композитор Вада Каору.
Опенінг
- «Crazy 4U» у виконанні Кумі Кода.

Ендинг
- «Wasuremono no Mori» у виконанні Юко Андо.

### Список епізодів[2]
| Номер | Назва                      | Дата показу в Японії |
| ----- | -------------------------- | -------------------- |
| 01    | The Preludes               | 2 жовтня 2003        |
| 02    | The Countess of Werdenberg | 9 жовтня 2003        |
| 03    | Children of a Lesser God   | 16 жовтня 2003       |
| 04    | Hotel Providence           | 23 жовтня 2003       |
| 05    | Dynamis                    | 30 жовтня 2003       |
| 06    | The Sheltering Sky         | 6 листопада 2003     |
| 07    | Dissonance                 | 13 листопада 2003    |
| 08    | Farewell, Winter           | 20 листопада 2003    |
| 09    | In the Core Settlement     | 27 листопада 2003    |
| 10    | Saint Terrorism            | 4 грудня 2003        |
| 11    | Far From XX                | 11 грудня 2003       |
| 12    | The Merry Widow            | 18 грудня 2003       |
| 13    | Pomegranate                | 25 грудня 2003       |
| 14    | October Project            | 10 січня 2004        |
| 15    | The Blattaria              | 10 січня 2004        |
| 16    | Without Sleep              | 17 січня 2004        |
| 17    | Hammer Piano               | 24 січня 2004        |
| 18    | Blue Zone                  | 31 січня 2004        |
| 19    | Orga-Superior              | 31 січня 2004        |
| 20    | Tear                       | 7 лютого 2004        |
| 21    | Delphys                    | 14 лютого 2004       |
| 22    | Heaven's Gate              | 21 лютого 2004       |
| 23    | Sacrifice                  | 28 лютого 2004       |
| 24    | Cleansing Flood            | 6 березня 2004       |
| 25    | Conversation Piece         | 20 березня 2004      |
| 26    | Gil Games Night            | 20 березня 2004      |